# Meti Curci
Meti Curci (llatí: Mettius Curtius) va ser un heroi semillegendari d'origen sabí que va viure en temps del rei de Roma, Ròmul. Comandava les forces sabines a les ordres de Titus Taci. La gens Cúrcia afirmava que descendia d'aquest personatge.
Durant la guerra entre els romans i els sabins, derivada del rapte de les sabines, els sabins van ocupar una part de Roma entre els turons Palatí i Capitolí. Dos caps militars, Meti Curci pels sabins, i Host Hostili pels romans, es van enfrontar en combat singular i Curci va matar a Hostili. Mentre el sabí presumia d'aquesta victòria, una banda de romans dirigida per Ròmul, els va atacar per sorpresa i els va expulsar. Meti Curci, que anava a cavall, va entrar en una llacuna a la vall que més tard va ocupar el fòrum, d'on en va poder sortir amb dificultat. Per aquest fet, el lloc va rebre el nom de Lacus Curtius
Poc després es va fer la pau entre romans i sabins. Aquesta és la història més freqüent sobre l'origen del nom del Lacus Curtius, però n'existeixen d'altres. Una diu que va ser per un fet miraculós que va tenir lloc l'any 362 aC, i per protagonista un Curtius, segurament Marc Curci. Una altra explicació diu que va caure un llamp al fòrum i va posar al descobert el llac. El cònsol Gai Curci Filó que va exercir l'any 445 aC, va protegir el lloc i va manar un sacrifici anual a l'altar que hi va fer col·locar.